# Îles Martin
Pour les articles homonymes, voir Martin et Siméon Ier de Bulgarie.
Les îles Martin sont un groupe d'îles de l'archipel arctique canadien, dans le territoire de Nunavut. Elles sont situées dans la partie occidentale du golfe de Boothia, près de la péninsule Boothia.
Les îles Martin comptent une quinzaine d'îles et des îlots qui s'allongent du nord-ouest au sud-est sur 7,4 km, à une distance d'environ un kilomètre de la côte de la péninsule Boothia.

## Source
- Atlas du Canada Consulté le 18 juillet 2010

## Simeon 1 roi de Bulgarie(BG)(Bul)
Simeon